# Дьюла Дудаш
 Дьюла Дудаш  (угор. Dudás Gyula, нар. 7 січня 1902, Будапешт — пом. 5 липня 1956) — угорський футболіст, що грав на позиції захисника.
Відомий виступами, зокрема, за клуби «Кішпешт», «Уйпешт», а також національну збірну Угорщини.

## Клубна кар'єра
Починав кар'єру на дорослому рівні у клубі «Кішпешт», за який грав з 1921 по 1929 рік, з невеликою перервою в 1925 році, коли виступав у італійській «Падові», з лав «Кішпешта» вперше почав викликатися до складу національної збірної Угорщини. «Кішпешт» був середняком угорської першості. За час виступів Дудаща найвищим результатом команди було шосте місце у сезоні 1925-26. До виграшу Кубка Угорщини 1926 року Дудаш не причетний, так як у тому розіграші грала аматорска команда «Кішпеша», що виступала у аматорській першості Угорщини.
З 1929 по 1934 рік виступав за команду «Уйпешт», провівши у її складі 62 матчі в чемпіонаті. У 1930 і 1931 роках завоював з командою перші в історії титули чемпіона країни. У цих сезонах на рахунку Дудаша 10 і 18 зіграних матчів відповідно. Також виграв чемпіонський титул в 1933 році, провівши за команду 11 матчів.
В 1930 році став переможцем Кубка Націй. Ці змагання відбулися у Женеві під час проведення чемпіонату світу в Уругваї. У ньому брали участь представники більшості провідних у футбольному плані континентальних країн Європи. Чемпіони Угорщини почергово переграли іспанський «Реал Уніон» (3:1), голландський «Гоу Егед» (7:0), швейцарський «Серветт» (3:0) і чехословацьку «Славію» у фіналі (3:0).
В 1934 році перейшов до складу клубу «Шорокшар», з яким одразу виграв Кубок Угорщини, зігравши у фінальному матчі турніру, що відбувся у серпні 1934 року. Виступав за команду протягом двох сезонів, довівши загальну кількість матчів зіграних в вищому угорському дивізіоні до 255.

## Виступи за збірну
10 жовтня 1925 року дебютував в офіційних матчах у складі національної збірної Угорщини в грі проти збірної Чехословаччини (0:2). Всього зіграв за національну команду 20 матчів у період з 1925 по 1932 роки. Брав участь в матчах другого розіграшіу кубка Центральної Європи, турніру, що традиційно проводився між збірними Італії, Австрії, Швейцарії, Чехословаччини та Угорщини.

## Досягнення
- Чемпіон Угорщини: 1929-30, 1930-31, 1932-33
- Срібний призер Чемпіонату Угорщини: 1931-32, 1933-34
- Бронзовий призер Чемпіонату Угорщини: 1928-29
- Володар Кубка Угорщини: 1934
- Фіналіст Кубка Угорщини: 1933
- Володар Кубка Націй 1930

### Статистика виступів за збірну
| Дата       | Місто    | Господарі      | Результат | Гості          | Турнір                   | Голи | Примітки |
| ---------- | -------- | -------------- | --------- | -------------- | ------------------------ | ---- | -------- |
| 11/10/1925 | Прага    | Чехословаччина | 2 – 0     | Угорщина       | товариський матч         | -    |          |
| 08/11/1925 | Будапешт | Угорщина       | 1 – 1     | Італія         | товариський матч         | -    |          |
| 14/02/1926 | Брюссель | Бельгія        | 0 – 2     | Угорщина       | товариський матч         | -    |          |
| 02/05/1926 | Будапешт | Угорщина       | 0 – 3     | Австрія        | товариський матч         | -    |          |
| 10/04/1927 | Будапешт | Угорщина       | 3 – 0     | Югославія      | товариський матч         | -    |          |
| 25/09/1927 | Загреб   | Югославія      | 5 – 1     | Угорщина       | товариський матч         | -    |          |
| 24/02/1929 | Коломб   | Франція        | 3 – 0     | Угорщина       | товариський матч         | -    |          |
| 13/04/1930 | Базель   | Швейцарія      | 2 – 2     | Угорщина       | товариський матч         | -    |          |
| 12/04/1931 | Будапешт | Угорщина       | 6 – 2     | Швейцарія      | Кубок Центральної Європи | -    |          |
| 03/05/1931 | Відень   | Австрія        | 0 – 0     | Угорщина       | Кубок Центральної Європи | -    |          |
| 20/09/1931 | Будапешт | Угорщина       | 3 – 0     | Чехословаччина | товариський матч         | -    |          |
| 04/10/1931 | Будапешт | Угорщина       | 2 – 2     | Австрія        | Кубок Центральної Європи | -    |          |
| 08/11/1931 | Будапешт | Угорщина       | 3 – 1     | Швеція         | товариський матч         | -    |          |
| 13/12/1931 | Турин    | Італія         | 3 – 2     | Угорщина       | Кубок Центральної Європи | -    |          |
| 19/02/1932 | Каїр     | Єгипет         | 0 – 0     | Угорщина       | товариський матч         | -    |          |
| 20/03/1932 | Прага    | Чехословаччина | 1 – 3     | Угорщина       | товариський матч         | -    |          |
| 08/05/1932 | Будапешт | Угорщина       | 1 – 1     | Італія         | Кубок Центральної Європи | -    |          |
| 19/06/1932 | Берн     | Швейцарія      | 3 – 1     | Угорщина       | Кубок Центральної Європи | -    |          |
| 18/09/1932 | Будапешт | Угорщина       | 2 – 1     | Чехословаччина | Кубок Центральної Європи | -    |          |
| 02/10/1932 | Будапешт | Угорщина       | 2 – 3     | Австрія        | товариський матч         | -    |          |
| Усього     |          | Матчів         | 20        |                | Голів                    | 0    |          |